# Nyceryx tristis
Nyceryx tristis är en fjärilsart som beskrevs av Jörgensen 1934. Nyceryx tristis ingår i släktet Nyceryx och familjen svärmare. Inga underarter finns listade i Catalogue of Life.